# Berlinka (tramwaj)
Wagon tramwajowy typu K – typ tramwaju zamówiony przez władze m.st. Warszawy w 1939 roku na potrzeby obsługi rozwijającej się sieci tramwajowej. Pierwotnie zamówienie miało obejmować wyprodukowanie 60 tramwajów, jednak wybuch II wojny światowej spowodował przerwanie produkcji.

## Historia

### Zamówienie
Zamówienie złożone przez władze Warszawy opiewało na 60 wagonów silnikowych typu K, a także dostawę 40 wagonów doczepnych typu P-15. Wagony nr 3901−3920 wyprodukować miała Gdańska Fabryka Wagonów, a wagony nr 3921−3960  Warsztaty Przetwórcze w Chorzowie katowickiej Wspólnoty Interesów Górniczo-Hutniczych. Nowe wagony dla stolicy miały być naturalną kontynuacją dostarczanych przez lata 30. wagonów o konstrukcji „pullmanowskiej”, budowanych zgodnie z trendami w ówczesnych polskich fabrykach tramwajów. Tramwaje miały być dwukierunkowe, wyposażone w cztery pary dwuczęściowych drzwi obsługiwanych manualnie przez pasażerów. Tramwaje we wnętrzu miały posiadać miękkie siedzenia, a także rolety w oknach chroniące pasażerów przed słońcem. Całe wyposażenie było jak na ówczesne polskie standardy bardzo luksusowe.
Dostawy wagonów doczepnych rozpoczęły się jeszcze przed wybuchem działań wojennych, lecz produkcja wagonów silnikowych była dopiero na początkowych etapach, a we wrześniu 1939 roku fabryka została zajęta przez wojska niemieckie.

### Tramwaje TF-40 w Berlinie
Niedokończone jeszcze tramwaje dla Warszawy przejęło berlińskie przedsiębiorstwo transportowe BVG, które dostosowało zamówienie do swoich potrzeb. Zamówione przez władze Warszawy silniki o mocy 42 kW wymieniono na mocniejsze, o mocy 57 kW. Tramwaje pomalowano w charakterystyczne dla berlińskiego przewoźnika kremowe barwy, zamontowano lokalny system informacji pasażerskiej oparty na tablicach z numerem linii oraz przewijanym tzw. filmie ze spisem końcówek, a na dachu zamontowano odbierak rolkowy. Tak wyposażone wagony były systematycznie włączane do ruchu w 1941 i 1942 roku, otrzymując numery taborowe z zakresu 3901-3960.

## Eksploatacja w Warszawie

### Dostawa tramwajów
Po zakończeniu działań wojennych tramwaje zostały rewindykowane przez władze Warszawy. Odnaleziono 51 z 60 wagonów w stanie nadającym się do odbudowy oraz 4 pojazdy, z których w przyszłości wykorzystano wózki. Tramwaje otrzymały numery inwentarzowe od 403 do 453. Część wagonów w najlepszym stanie z racji braków taborowych i skromności zaplecza technicznego uruchomiono bez zmiany malatury, od razu wysyłając je na linię. Pozostałe tramwaje wysłano do zakładów w Chorzowie oraz w Poznaniu, gdzie przechodziły kompletne remonty, doposażenie oraz malowanie. Wszystkie wagony malowano w kremowo-czerwony schemat malowania, który z czasem ustanowiono jako ogólnopolski, część wagonów posiadała dodatkowo początkowo ozdobne szlaczki, nawiązujące do przedwojennego schematu malowania. Kilka wagonów, z racji nadmiaru taboru na rozstaw szyn 1435 mm względem postępów w przekuwaniu sieci, eksploatowano na Warszawskiej Kolei Dojazdowej, w zamian za przeprowadzenie prac remontowych.

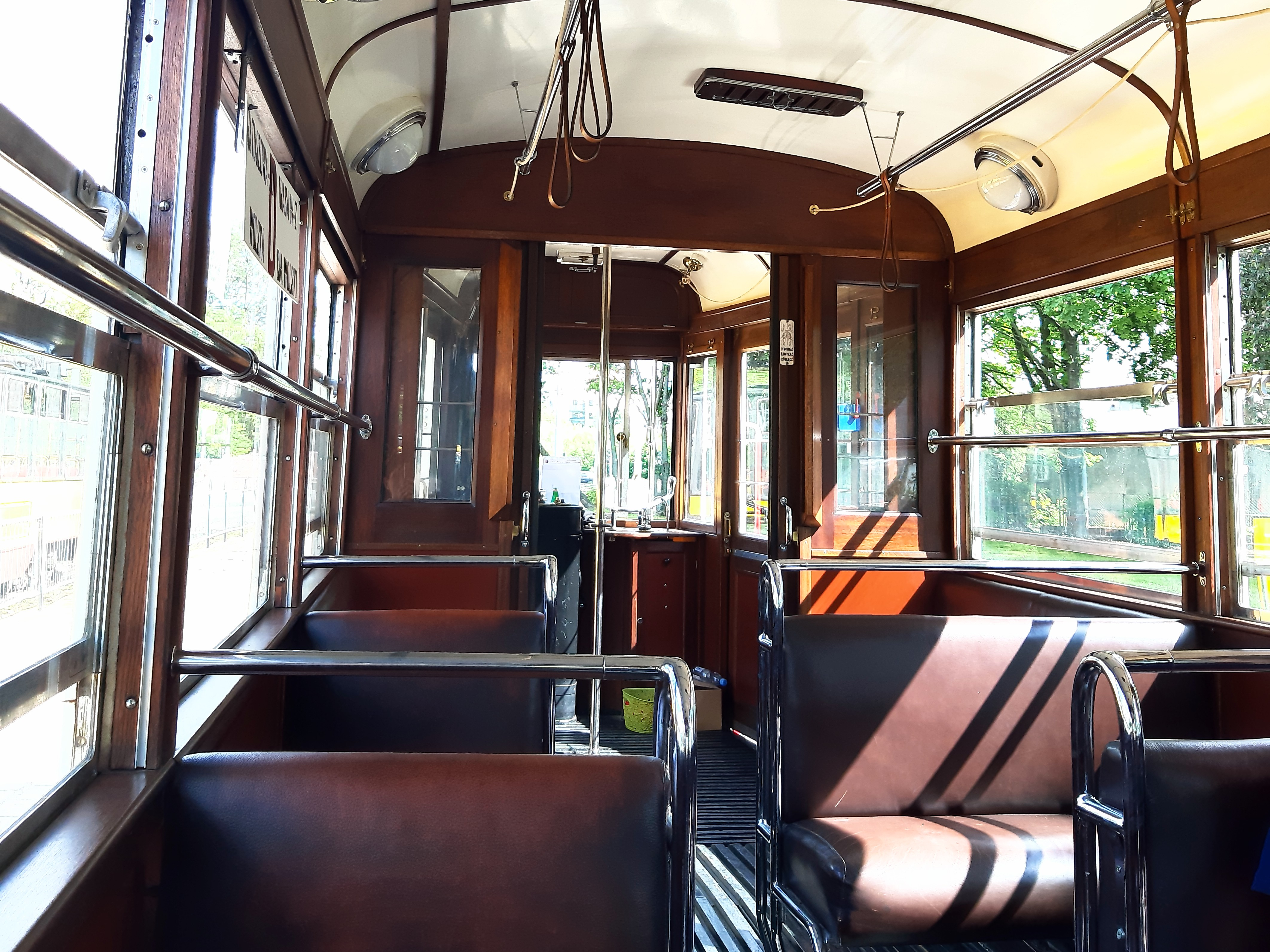
Wnętrze tramwaju K

### Modernizacje

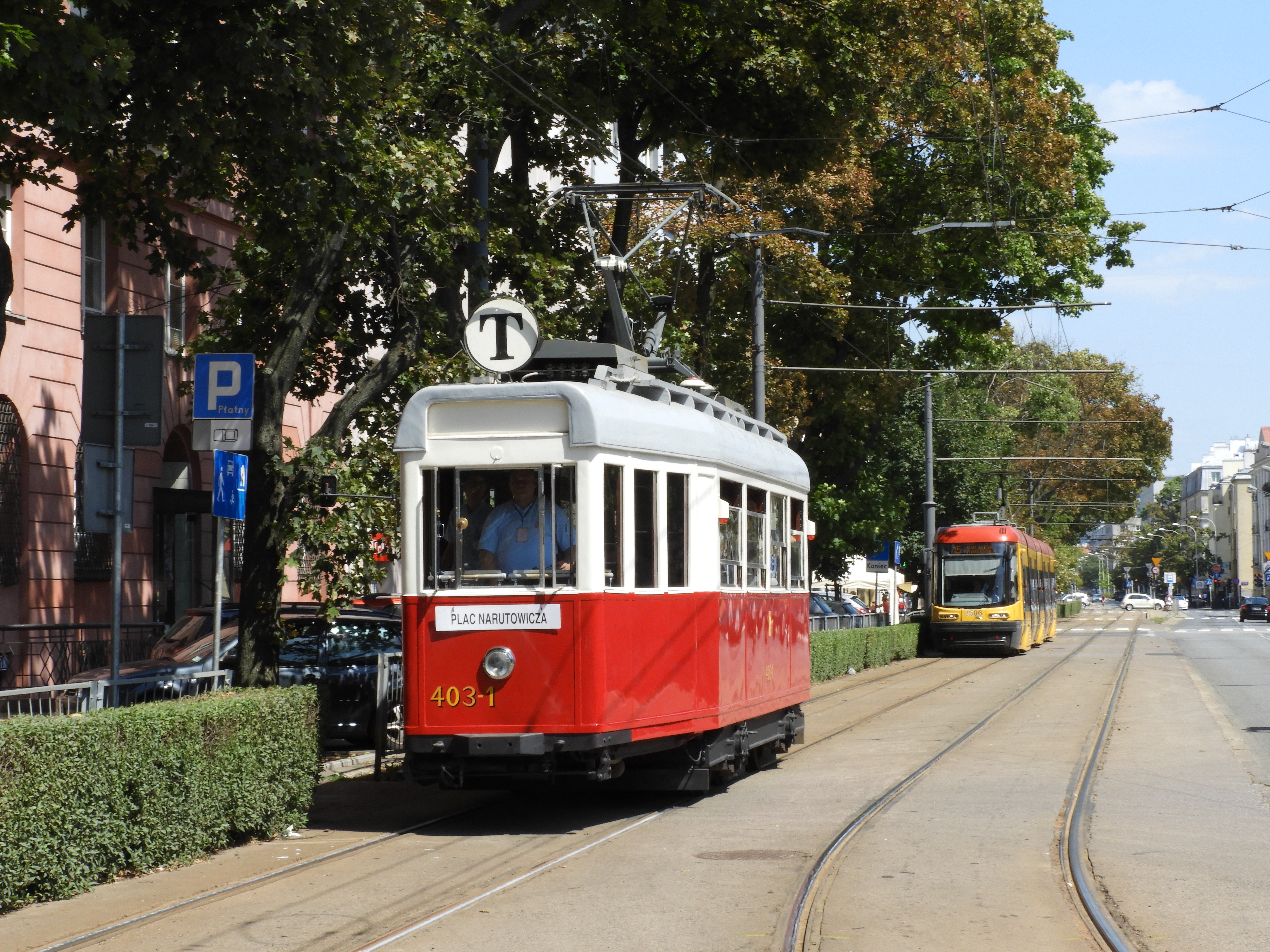
Tramwaj K o numerze 403-1, reprezentujący stan z końca eksploatacji tej serii wagonów

W ramach modernizacji, w wagonach wymieniano stopniowo takie elementy jak silniki trakcyjne czy nastawniki jazdy na jednolite z tramwajami serii N, masowo dostarczanymi do wielu innych miast Polski. Stosunkowo szybko w tramwajach zlikwidowano rolety przeciwsłoneczne we wnętrzu, a także wymieniono miękkie siedzenia na drewniane ławki w pojazdach, które jeszcze je posiadały. Przenoszono reflektor na środek ściany czołowej wagonu, montowano dodatkowe ogrzewanie, a z czasem likwidowano drugie stanowisko motorniczego oraz drzwi z lewej strony wagonu, czyniąc je jednokierunkowymi. Zmiany objęły także odbieraki prądu - eksploatowane od początku liry wymieniano na pantografy kolejowe, a te z kolei w 1970 roku wymieniono na pantografy typu OTK-1, montowane we wszystkich nowoprodukowanych tramwajach Konstalu.

### Tramwaje techniczne

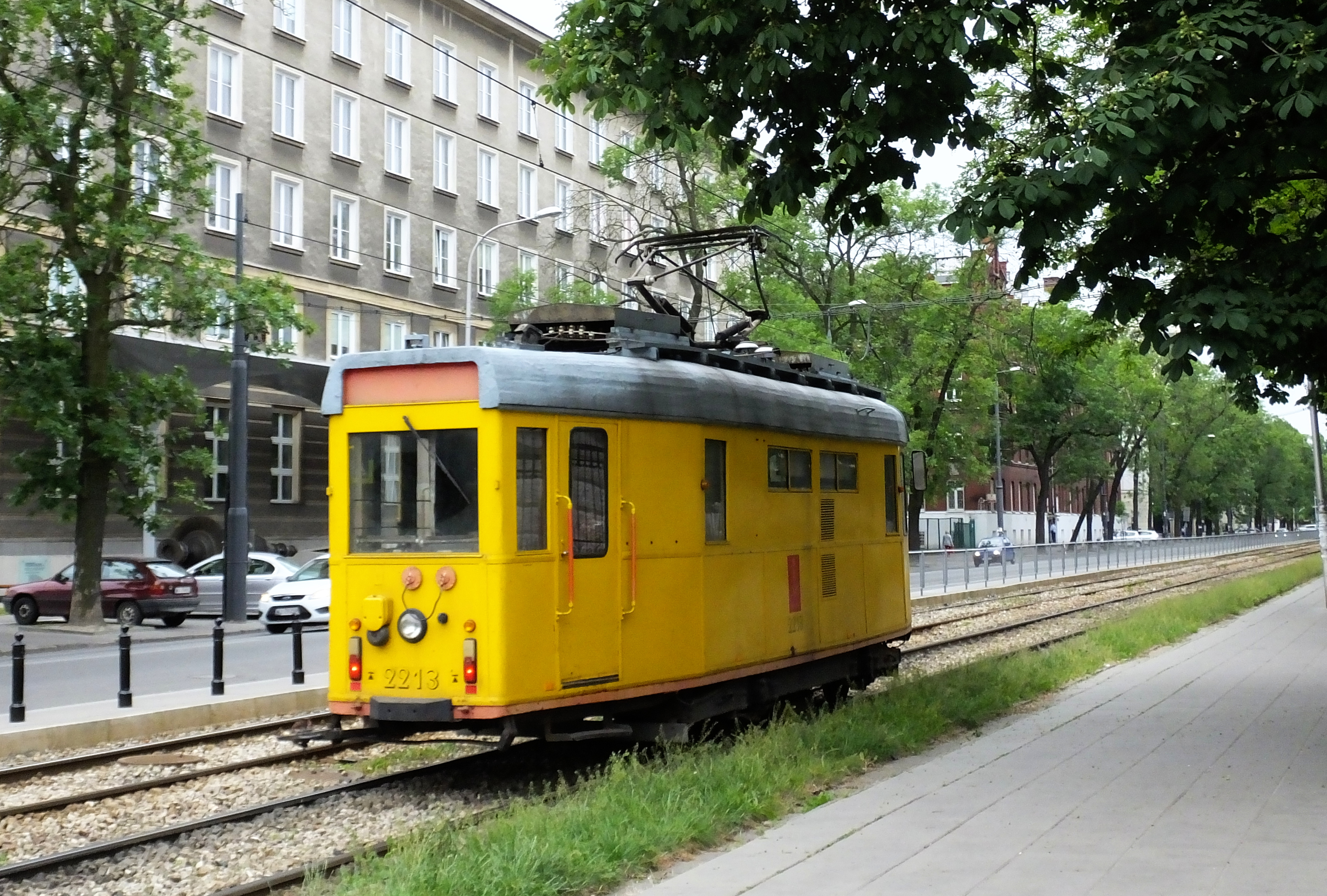
Wagon techniczny na bazie przedwojennego tramwaju K w Warszawie

Z racji dużej wytrzymałości, a także dużego doświadczenia warszawskiego przewoźnika w eksploatacji tego typu tramwajów, już w latach 60. rozpoczęto przebudowy wycofywanych z ruchu tramwajów. Budowano z nich pługi odśnieżne, wagony spawalnicze, holowniki, pojazdy transportowe, szlifierki torowe, Do momentu dostawy nowych, specjalistycznych tramwajów technicznych w 2017 roku, stanowiły najliczniejszą grupę taboru zaplecza technicznego Tramwajów Warszawskich, dzięki swojej wytrzymałości, prostocie konstrukcji oraz uniwersalności do różnych modyfikacji. Dzięki temu, dały możliwość odbudowy licznych wozów muzealnych w późniejszych latach.

## Tramwaje K współcześnie
W 2019 roku, zachowane były następujące tramwaje typu K: 
- 5 sztuk zabytkowych w Tramwajach Warszawskich (#445 stylizowany na koniec lat 40, #403-1 stylizowany na lata 70., #446 z otwartym przedziałem pasażerskim, przebudowany na turystyczny z wagonu technicznego, wagon #3909, który jest przywracany do stanu z 1941 roku, podczas służby w Berlinie, a także pojazd #2400, zachowany w formie zabytkowego tramwaju technicznego do transportu materiałów);
- Jeden pomnik należący do Teatru Kamienica;
- Jeden nieczynny tramwaj muzealny w zbiorach Warszawskiej Kolei Dojazdowej oraz jeden zimny eksponat w zbiorach Kujawskiego Muzeum Oręża, Nauki i Techniki;
- Jeden czynny wagon o numerze #437 w zbiorach MPK S.A. w Krakowie, stylizowany na wersję zamówioną przez władze Warszawy w 1939 roku i nigdy nie dostarczoną;
- 5 wagonów zachowanych w zbiorach prywatnych;
- 6 wagonów gospodarczych w Tramwajach Warszawskich.